# Casa de Jimmy y Rosalynn Carter
La casa de Jimmy y Rosalynn Carter, presidente de los Estados Unidos y primera dama de 1977 a 1981 (respectivamente), se encuentra en 209 Woodland Drive en Plains, Georgia, Estados Unidos. 
Es la única casa que poseyeron los Carter; la ocuparon desde 1961 hasta la muerte Rosalynn en 2023 y la de Jimmy Carter en 2024.

## Historia
La casa fue construida por la familia Carter en 1960; posteriormente se realizaron obras en la casa en 1974 y 1981. Los Carter derribaron una pared de la casa ellos mismos durante la remodelación de la misma en la década de 2010. Rosalynn Carter describió el trabajo de derribar el muro como algo "natural" debido al extenso trabajo de la pareja con la organización benéfica Hábitat para la Humanidad. La casa de una sola planta está ubicada en un lote de aproximadamente una hectárea; se construyó a un precio de $10 por pie cuadrado ($103 en 2023). La casa fue construida para acomodar a la creciente familia de los Carter; tenían tres hijos pequeños, James, Donnel y Jack, en el momento de su construcción. Contaba con cuatro habitaciones en el momento de su construcción en 1960.

Jimmy y Rosalynn Carter celebrando la Navidad en la casa en 1978

La Historic American Landscapes Survey describe la casa como una "modesta casa estilo rancho de los años 1960". En un reportaje de 2018 sobre la vida de los Carter en Plains para The Washington Post, Kevin Sullivan y Mary Jordan describieron la casa como "anticuada, pero hogareña y cómoda".
Jimmy Carter cavó él mismo un estanque en el terreno; lo utilizó para pescar con mosca. El árbol de magnolia que hay en el terreno proviene de un árbol que había en el césped de la Casa Blanca y que fue plantado por el presidente Andrew Jackson.
Rosalynn Carter está enterrada en el terreno de la casa, junto a un sauce en el césped de la propiedad. Junto a ella fue enterrado Jimmy Carter. La casa es parte del Parque Histórico Nacional Jimmy Carter, pero no está abierta al público. La escritura de la casa ha sido otorgada al Servicio de Parques Nacionales (NPS), que convertirá la casa en un museo y la abrirá a visitas públicas en un momento que se determinará después del funeral de Carter. La propiedad está protegida por el Servicio Secreto de Estados Unidos. El Gobierno Federal compró la propiedad adyacente en 1 Woodland Drive (conocida como "Gnann House") en 1981, luego del regreso de los Carter de Washington D. C., para uso del Servicio Secreto.
Los Carter participaron activamente en la planificación del futuro museo; su participación como participantes vivos en un proyecto de museo en una casa presidencial es única. Los futuros recorridos incluirían la piscina, las canchas de tenis y el patio trasero de la casa; se construirían nuevos caminos y bancos. El taller de carpintería de Jimmy Carter también estará en exhibición. El NPS planea hacer que el museo propuesto de la casa refleje el uso que la pareja le dio a la residencia "como un lugar de refugio y recreación". El jardín se gestionará según principios medioambientales para reflejar el interés de Rosalynn Carter en un jardín de polinizadores.